# Određivanje strukture nukleinskih kiselina
Određivanje strukture nukleinskih kiselina je proces u kome se koriste biohemijske tehnike za određivanje strukture nukleinskih kiselina. Ova analiza se može koristiti za određivanje obrazaca koji mogu da ukažu na molekulsku strukturu, za eksperimentalnu analizu molekulske strukture i funkcije, i za poboljšanje razumevanja interakcija sa malim molekulima. Određivanje strukture se može vršiti primenom različitih metoda, među kojima su hemijsko testiranje, testiranje hidroksilnim radikalima, SHAPE, i mapiranje interferencije nukleotidnih analoga (NAIM).

## Literatura
- Teunissen AWM (1979). RNA Structure Probing: Biochemical structure analysis of autoimmune-related RNA molecules. стр. 1—27. ISBN 90-901323-4-1.
- Pace NR, Thomas BC, Woese CR (1999). Probing RNA Structure, Function, and History by Comparative Analysis. Cold Spring Harbor Laboratory Press. стр. 113—117.  0-87969-589-7.